# Sekundäre Krankheit
Der Begriff sekundäre Krankheit oder auch sekundäre Erkrankung beschreibt in der Medizin im Sinne der formalen Pathogenese attributiv das Entstehen und die Entwicklung einer Krankheit mit allen daran beteiligten Faktoren, als Folge einer anderen Erkrankung oder Schädigung.  Bei sekundären Krankheiten sind deshalb andere Grundkrankheiten ursächlich für deren Manifestation verantwortlich. Im Gegensatz zu der primären Krankheit.

## Beispiel
Primärer Hyperaldosteronismus oder auch Conn-Syndrom genannt ist eine von Jerome W. Conn beschriebener Fall der auf ein Adenom der Nebennierenrinde mit autonomer Aldosteronproduktion zurückzuführen ist. Die Krankheit hat ihre Ursache in den Geweben des entsprechenden Organs, der Nebennierenrinde. Ein Sekundärer Hyperaldosteronismus ist eine Form des Hyperaldosteronismus, die nicht durch eine Störung der Nebenniere selbst verursacht wird. Häufig beruht der sekundäre Hyperaldosteronismus auf einer pathologisch gesteigerten Stimulierung des Renin-Angiotensin-Aldosteron-Systems (RAAS) im Rahmen anderer Grunderkrankungen.